# Buprestoidea
Buprestoidea je nadčeleď brouků.
Obsahuje dvě čeledi:
- Buprestidae Leach 1815 krascovití
- Schizopodidae LeConte 1861